# Lepiężnik kutnerowaty
Lepiężnik kutnerowaty (Petasites spurius) – gatunek rośliny z rodziny astrowatych. Zwarty zasięg gatunku obejmuje teren Europy południowo-wschodniej od Karpat po Ural, na północ od Morza Czarnego. Poza tym rośnie w rejonie Morza Bałtyckiego – we wschodniej Danii, w północno-wschodnich Niemczech, w południowej Szwecji, w Polsce i krajach bałtyckich oraz dalej na wschód w Rosji po zachodnią część Syberii i pogórza pasm górskich w Azji Środkowej. W Polsce rośnie głównie na wybrzeżu, poza tym nad rzekami w północnej i środkowej części kraju. 

## Morfologia
Część podziemnaSzeroko rozrastające się i zgrubiałe w węzłach kłącze.
ŁodygaGruba, mięsista i silnie kutnerowata łodyga kwiatostanowa. Okryta jest skrętoległymi, bezogonkowymi i obejmującymi łodygę, lancetowatymi liśćmi łuskowatymi o długości do 8 cm. W górze łodyga rozgałęzia się tworząc gęsty (z czasem rozluźniający się), złożony kwiatostan. Łodyga osiąga do 30 cm wysokości w czasie kwitnienia, a 40 cm podczas owocowania.
LiścieOprócz niewielkich liści łodygowych lepiężnik wytwarza też liście odziomkowe wyrastające bezpośrednio z kłącza. Liście rozwijają się dopiero po przekwitnięciu kwiatów i początkowo są tutkowato zwinięte. Są mniejsze niż u innych lepiężników występujących w Europie Środkowej – osiągają do 15–20 cm długości. Kształt ich blaszki jest trójkątny lub pięciokątny, z sercowato wyciętą nasadą. Brzeg liścia nierówno, tępo ząbkowany. Spód blaszki liściowej jest trwale okryty białym kutnerem. Także ogonki liściowe są silnie owłosione.
KwiatyPędy kwiatostanowe rozwijają się przed liśćmi. Drobne kwiaty zebrane są w koszyczki, a te w grona na szczycie łodygi. Koszyczki otulone są lancetowatymi listkami okrywy, które są zielone z białym obrzeżeniem, na szczycie zaostrzone, a u nasady okryte kutnerem. Kwiaty są brudnobiałe lub jasnożółte. Koszyczki cechują się niepełną dwupiennością – na niektórych okazach występują głównie kwiaty żeńskie (rośliny gynodynamiczne), a na niektórych dominują kwiaty męskie (rośliny androdynamiczne). Podczas owocowania kwiatostany się rozluźniają i androdynamiczne przybierają kształt baldachowaty, a gynodynamiczne – kloszowaty.
OwocWalcowate lub nieco spłaszczone niełupki z głębokimi bruzdami o długości ok. 3 mm i szerokości ok. 0,5 mm, barwy matowo brązowej, wyposażone w białe, nierozgałęzione włoski puchowe, umożliwiające przenoszenie ich przez wiatr.

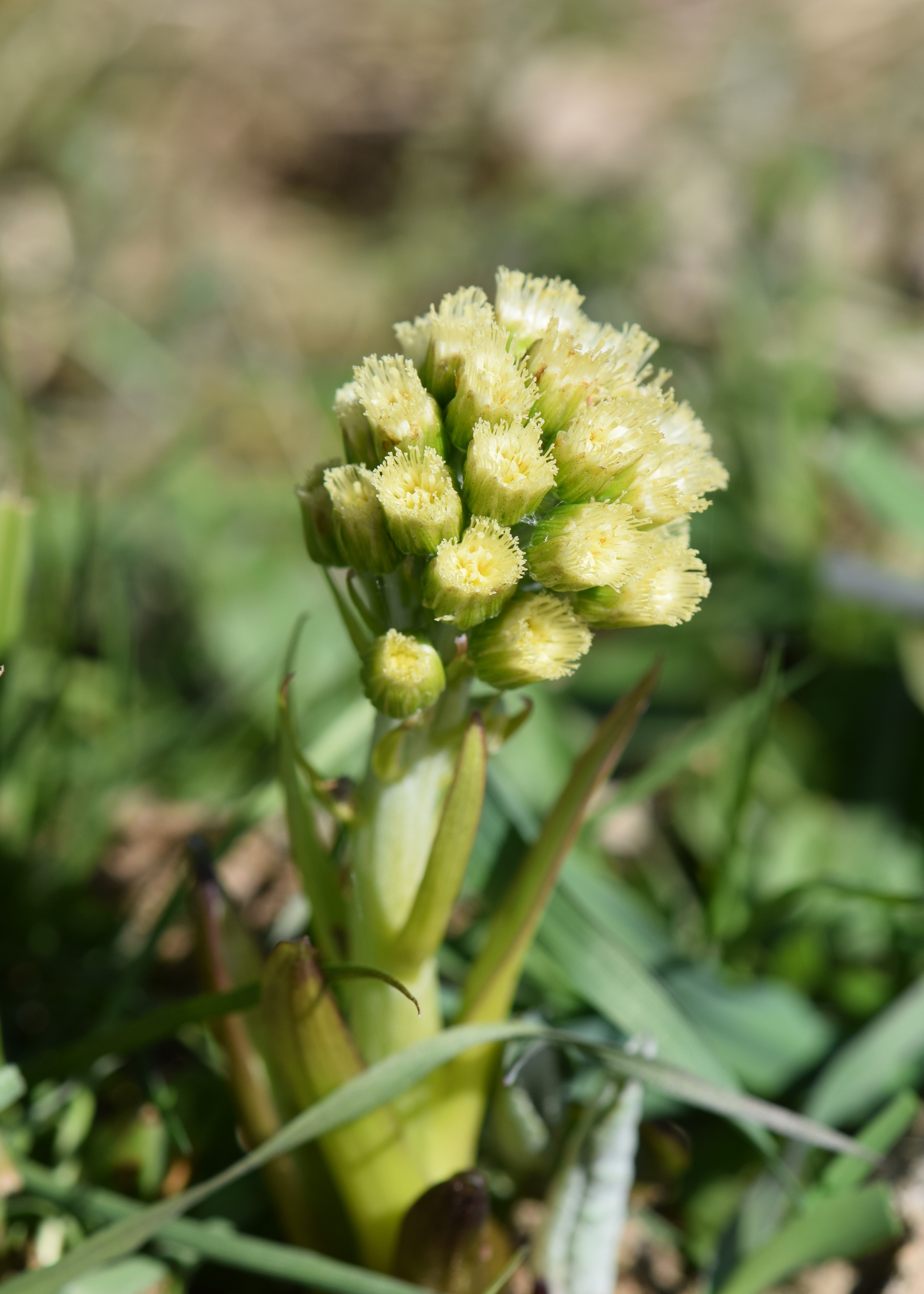
Kwiatostan złożony
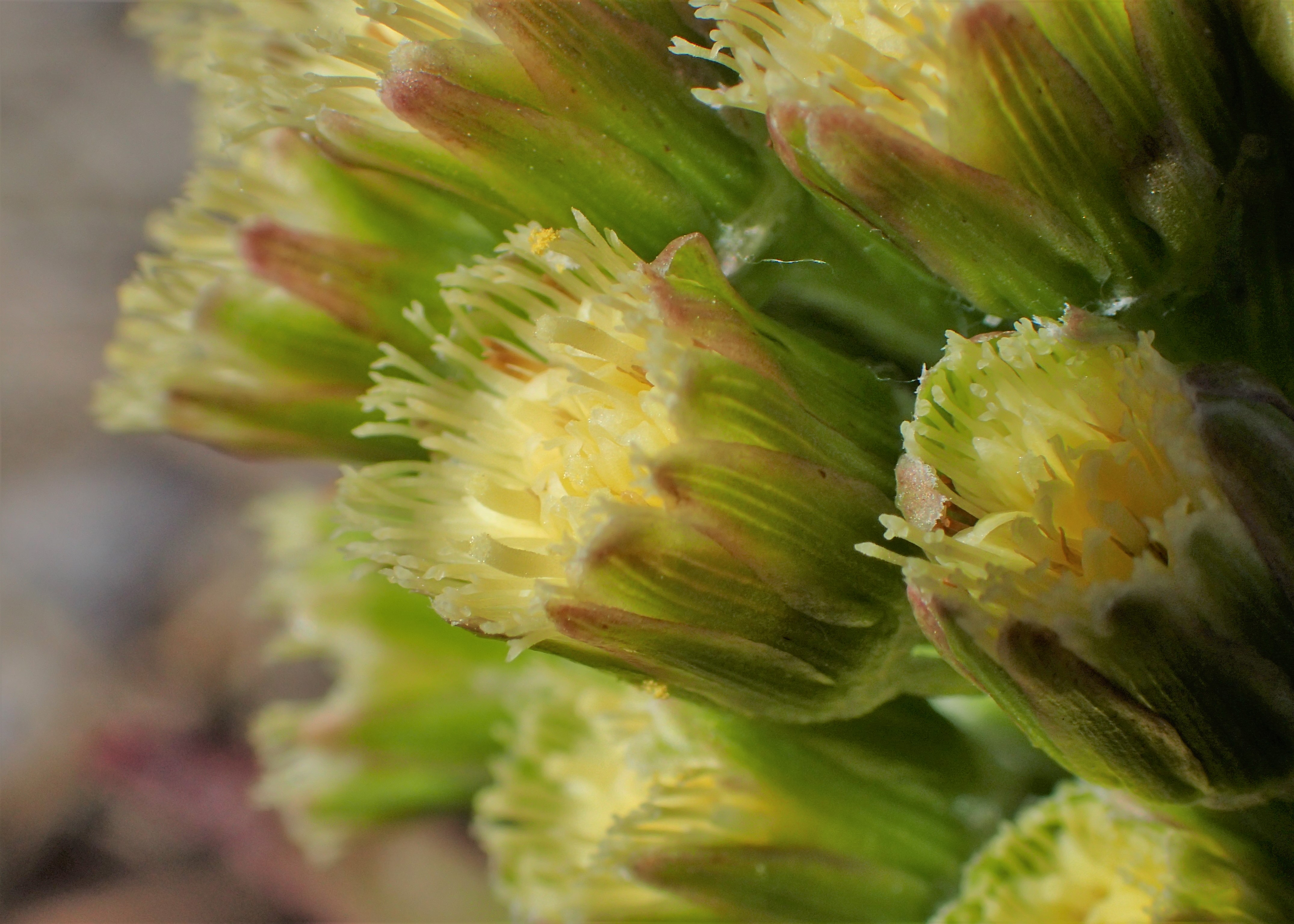
Koszyczki
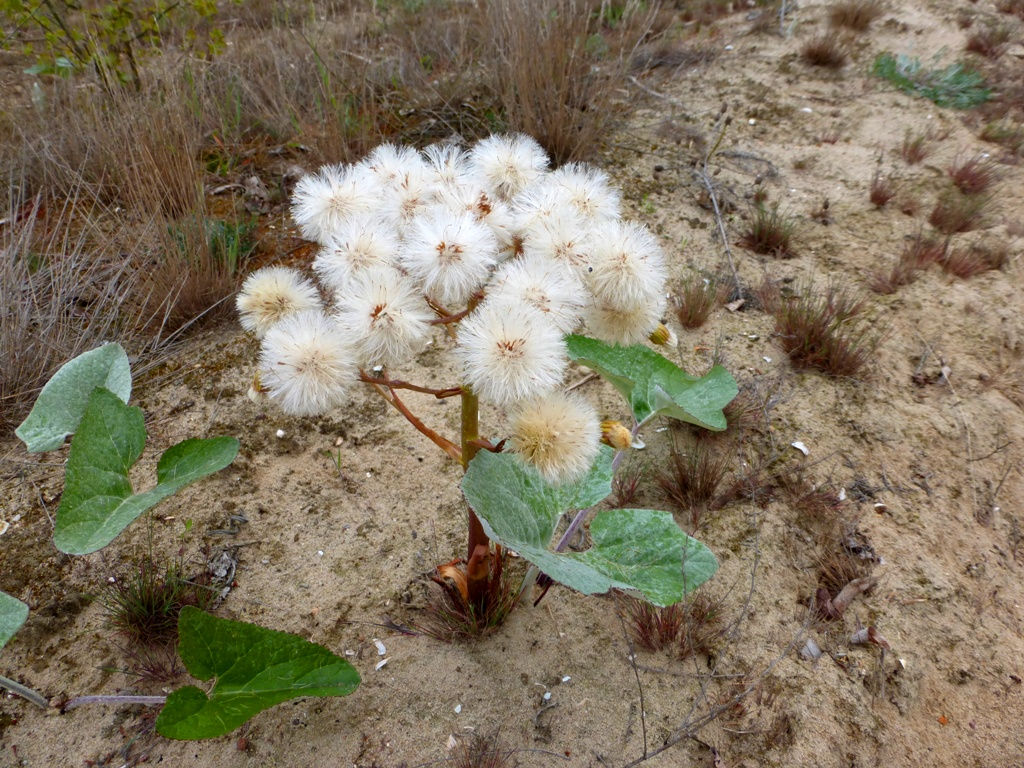
Owoce
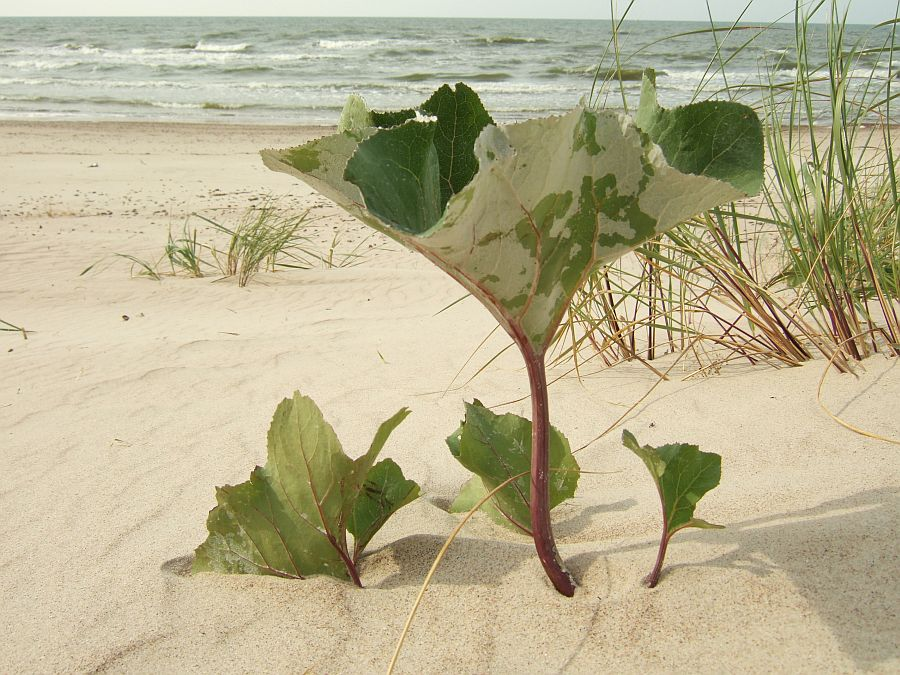
Liście

## Biologia i ekologia

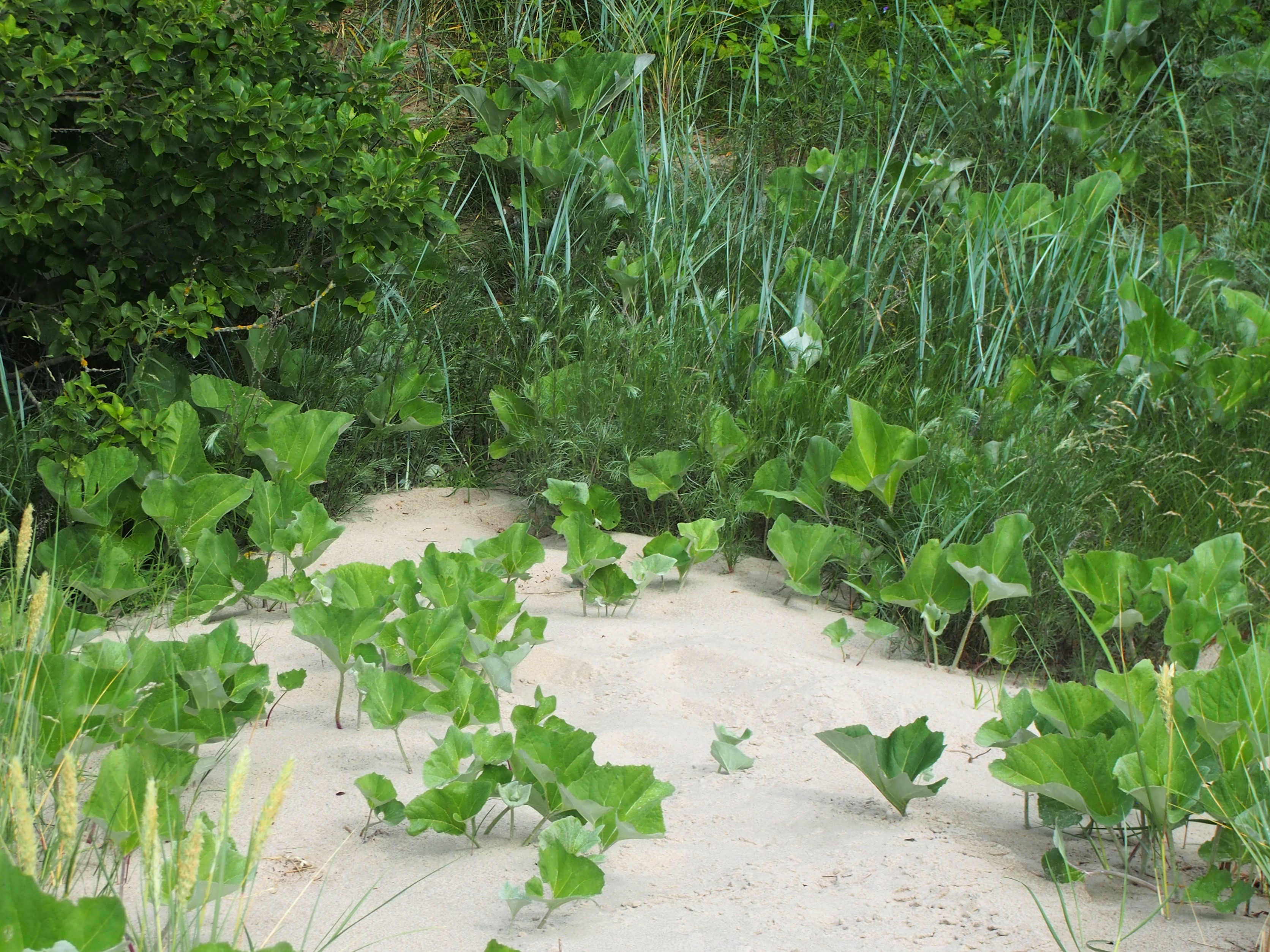
Lepiężnik kutnerowaty na wydmach

Roślina zasiedla wilgotne piaski, najczęściej na wybrzeżach morskich i wzdłuż rzek. Rzadziej pojawia się na sandrach i wydmach śródlądowych. Tworzy luźne skupienia na wydmach i łachach oraz w lukach między zaroślami łęgów wierzbowych. Uznawany jest za gatunek wyróżniający zespołu roślinnego Corynephoro-Silenetum tataricae.
Kwitnienie następuje w marcu i kwietniu. Roślina wydziela zapach opisywany jako pluskwiany – przypominający woń pluskiew.

## Zastosowanie
Tak jak w przypadku innych lepiężników, popiół po spaleniu roślin tego gatunku stosowano jako zamiennik soli.